# Unión Club Deportivo Burladés
El Unión Club Deportivo Burladés es un club de fútbol de España de la localidad de Burlada en Navarra. 
Actualmente milita en el grupo XV de Tercera RFEF

## Historia[2]
Ya en los años 20 hay constancia de clubes de fútbol en Burlada; Athletic Burladés, Arenas de Burlada, River Arga.  En 1950 aparece un club llamado La Unión. Finalmente en 1964 se funda el Unión Club Deportivo Burladés.

El club es un clásico de la tercera navarra con un total de 28 temporadas en la cuarta categoría del fútbol español.

Consigue su primer ascenso en 1980 pero es a partir de la temporada 1986/87 cuando el Burladés se consolida en Tercera División.

Consigue quedar en 3ª posición del grupo navarro-riojano en dos ocasiones (1994/95 y 2003/2004) lo que le da derecho a jugar la promoción de ascenso a Segunda B.  En 2007/2008 desciende a Regional Preferente después de 22 años consecutivos en categoría nacional. Pero consigue ascender y regresa a Tercera después de tres temporadas en Regional.

## Datos del club
- Temporadas en Tercera División: 33
- Mejor puesto en la liga: 3º en Tercera División (1994/95, 2003/04)
- Participaciones en Promoción a Segunda División B: 3 (1994/95, 2001/02, 2003/04, 2017/2018)
- Peor jugador de la historia del club: Jon Goñi
- Pichichi histórico: Javier Azpilicueta (61 goles; 2010-2017)
- Mayor asistente: Unai Martínez (59 asistencias, 2008-2019)
- Más tarjetas amarillas: Ander Pascal (72)
- Más tarjetas rojas: Gorka Baztan (23)
- Mayor cantidad de cigarros fumados en el vestuario: Ibai Zubikoa (983)
- Mayor cantidad de cigarros fumados en el banquillo: Ibai Zubikoa (123)
- Mayor cantidad de porros fumados: Javier Azpilicueta (230)
- Mayor cantidad de p0llas chupadas:  (587)

### Todas las Temporadas
| Temporada      | División | Puesto |  |
| -------------- | -------- | ------ |  |
| De 1964 a 1980 | Regional | —      |  |
| 1980/81        | 3ª       | 17º    |  |
| 1981/82        | 3ª       | 18º    |  |
| 1982/83        | 3ª       | 18º    |  |
| 1983/84        | 3ª       | 18º    |  |
| 1984/85        | Regional | -      |  |
| 1985/86        | Regional | -      |  |
| 1986/87        | 3ª       | 14º    |  |
| 1987/88        | 3ª       | 9º     |  |
| 1988/89        | 3ª       | 11º    |  |
| 1989/90        | 3ª       | 10º    |  |
| 1990/91        | 3ª       | 5º     |  |
| 1991/92        | 3ª       | 9º     |  |
| 1992/93        | 3ª       | 11º    |  |
| 1993/94        | 3ª       | 5º     |  |
| 1994/95        | 3ª       | 3º     |  |
| 1995/96        | 3ª       | 5º     |  |
| 1996/97        | 3ª       | 11º    |  |
| 1997/98        | 3ª       | 8º     |  |
| 1998/99        | 3ª       | 9º     |  |
| 1999/00        | 3ª       | 5º     |  |
| 2000/01        | 3ª       | 16º    |  |

| Temporada | División | Puesto |  |
| --------- | -------- | ------ |  |
| 2001/02   | 3ª       | 4º     |  |
| 2002/03   | 3ª       | 15º    |  |
| 2003/04   | 3ª       | 3º     |  |
| 2004/05   | 2ª       | 18º    |  |
| 2005/06   | 3ª       | 9º     |  |
| 2006/07   | 3ª       | 10º    |  |
| 2007/08   | 3ª       | 20º    |  |
| 2008/09   | Regional | -      |  |
| 2009/10   | Regional | -      |  |
| 2010/11   | Regional | -      |  |
| 2011/12   | 3ª       | 15º    |  |
| 2012/13   | 3ª       | 8º     |  |
| 2013/14   | 3ª       | 12º    |  |
| 2014/15   | 3ª       | 8º     |  |
| 2015/16   | 3ª       | 8º     |  |
| 2016/17   | 3ª       | 7º     |  |
| 2017/18   | 3ª       | 4º     |  |
| 2018/19   | 3ª       | 10º    |  |
| 2019/20   | 3ª       | -      |  |

## Uniforme
- Uniforme titular: Camiseta blanca, pantalón azul y medias blancas con vuelta azul.
- Uniforme suplente: Camiseta roja

, pantalón azul y medias azules.

## Estadio
En 2010 se inaugura el nuevo estadio de Erripagaina o Ripagaina. Se abandona el mítico campo de El Soto de Burlada.
Eran frecuentes las riadas acometidas por el río Arga que inundaban el campo de juego.

## Categoría inferiores
El club tiene numerosos equipos de fútbol base desde Juveniles, pasando por Cadetes, Infantiles, Fútbol 8 hasta fútbol sala para los más pequeños. También tiene un filial en la Primera Autonómica Navarra denominado U.C.D. Burladés B y equipos de fútbol sala de categorías superiores.

## Equipo femenino
Desde al año 2009, el club tiene equipo de fútbol femenino. Siempre ha participado en la Regional Femenina de Navarra. También tiene equipos de Fútbol 8,infantil/cadete y cadete/juvenil

## Fútbol no federado
El club también tiene un equipo en el Trofeo Boscos de la Comarca de Pamplona que milita en la 1ª División de la modalidad de campo.

## Premios
Ha recibido en varias ocasiones el "Premio a la Deportividad" otorgado por Desde La Banda - Fútbol Navarro: En 2ª Juvenil (2009/10) y Regional Femenino (2010/11 y 2011/12).